# Мессина (метрополитенский город)
Метрополитенский город Мессина (итал. Città metropolitana di Messina) — территориальная единица в области Сицилия в Италии. 
Площадь 3266,12 км², население 608 577 человек (2020). 
Образован 4 августа 2015 года на месте упразднённой провинции Мессина.
Центр территориальной единицы находится в собственно городе Мессина.

## Коммуны
В состав метрополитенского города входят 108 коммун:
- Акведольчи
- Алькара-Ли-Фузи
- Али
- Али-Терме
- Антилло
- Барчеллона-Поццо-ди-Готто
- Базико
- Броло
- Вальдина
- Венетико
- Виллафранка-Тиррена
- Гаджи
- Галати-Мамертино
- Галлодоро
- Гранити
- Гуальтьери-Сикамино
- Джардини-Наксос
- Джойоза-Мареа
- Итала
- Капицци
- Капо-д’Орландо
- Капри-Леоне
- Карония
- Казальвеккьо-Сикуло
- Кастель-ди-Лучо
- Кастельмола
- Кастель-Умберто
- Кастрореале
- Кондро
- Лени
- Летоянни
- Либрицци
- Лимина
- Липари
- Лонджи
- Мадзарра-Сант-Андреа
- Мальванья
- Мальфа
- Манданичи
- Мери
- Мессина
- Милаццо
- Милителло-Розмарино
- Мирто
- Мистретта
- Мойо-Алькантара
- Монджуффи-Мелия
- Монтаньяреале
- Монтальбано-Эликона
- Монфорте-Сан-Джорджо
- Мотта-д’Аффермо
- Мотта-Камастра
- Назо
- Ницца-ди-Сицилия
- Новара-ди-Сицилия
- Оливери
- Пальяра
- Патти
- Паче-дель-Мела
- Петтинео
- Пираино
- Раккуя
- Рейтано
- Роди-Миличи
- Роккавальдина
- Роккалумера
- Роккафьорита
- Рометта
- Роччелла-Вальдемоне
- Савока
- Сан-Марко-д’Алунцио
- Сан-Пьер-Ничето
- Сан-Пьеро-Патти
- Сан-Сальваторе-ди-Фиталия
- Сан-Теодоро
- Сант-Агата-ди-Милителло
- Сант-Алессио-Сикуло
- Сант-Анджело-ди-Броло
- Санта-Доменика-Виттория
- Санта-Лучия-дель-Мела
- Санта-Марина-Салина
- Санта-Тереза-ди-Рива
- Санто-Стефано-ди-Камастра
- Сан-Филиппо-дель-Мела
- Сан-Фрателло
- Сапонара
- Синагра
- Скалетта-Дзанклеа
- Спадафора
- Таормина
- Терме-Вильяторе
- Торрегротта
- Торренова
- Торторичи
- Трипи
- Туза
- Укрия
- Фальконе
- Фикарра
- Флореста
- Фондакелли-Фантина
- Форца-д’Агро
- Франкавилла-ди-Сичилия
- Фрадзано
- Фурнари
- Фурчи-Сикуло
- Фьюмединизи
- Чезаро